# 春日町 (熊本県)
春日町（かすがまち）は、熊本県の北部、飽託郡にかつてあった町である。

## 地理
- 河川：白川
- 山：花岡山、万日山

## 歴史
- 1874年 - 春日村、久末村、阿弥陀寺村が合併し春日村となる。
- 1889年4月1日 - 町村制が施行。一村単独村政により託麻郡春日村発足。
- 1896年4月1日 - 飽田郡と託麻郡が合併し飽託郡となる。
- 1906年4月1日 - 町制移行し春日町となる。
- 1921年6月1日 - 熊本市に編入。

## 学校
- 春日小学校（のちの春日尋常小学校、現在の熊本市立春日小学校）